# Dalophia pistillum
Dalophia pistillum är en ödleart som beskrevs av  Oskar Boettger 1895. Dalophia pistillum ingår i släktet Dalophia och familjen Amphisbaenidae. Inga underarter finns listade i Catalogue of Life.